# Bloch MB.170
Bloch MB.170 a letouny od tohoto stroje odvozené (nejvýznamnější byly verze MB.174 a MB.175) tvoří rodinu francouzských průzkumných bombardérů navržených a stavěných krátce před druhou světovou válkou. Byly to zdaleka nejlepší soudobé stroje svého typu, které měla ve výzbroji Armée de l'Air při vypuknutí druhé světové války. Díky své rychlosti a ovladatelnosti, mohly letouny uniknout tehdejším německým stíhačům. Vzhledem k jejich malým počtům byl jejich vliv na průběh bitvy o Francii zanedbatelný. Letouny dále zůstaly ve službě i v letectvu Vichistické Francie po podepsání příměří. Letoun MB.174 je také zmiňován v souvislosti se spisovatelem Antoine de Saint-Exupéry, autorem Malého prince, který na tomto typu létal u průzkumné jednotky GR II/33. Jeho práce Pilote de Guerre (Válečný pilot) vydaná v roce 1942 je založená na průzkumné misi provedené v roce 1940 na tomto typu letounu.

## Vývoj a popis
V roce 1936 francouzské ministerstvo letectví vypsalo požadavek na univerzální letoun, který by mohl sloužit jako průzkumný, značkovací a lehký bombardovací letoun. Konstrukční kancelář společnosti Bloch navrhla celokovový dvoumotorový vícemístný dolnoplošník MB.170, který byl postupně modifikován až k sériovým verzím. První prototyp MB.170-01 poprvé vzlétl v únoru 1938.
Letouny měly dvojité svislé ocasní plochy, které stejně jako křídlo měly poměrně velké pozitivní vzepětí. Letoun byl poháněn dvojicí čtrnáctiválcových hvězdicových motorů Gnome-Rhône 14N-06/07. První prototyp však posléze havaroval a tak byl ke zkouškám použit druhý prototyp MB.170-02, který však byl koncipován jako bombardér. Konstruktéři, nyní již ve znárodněném podniku SNCASO, postupně pracovali na verzích MB.171, 172, 173 a 174. Poslední z uvedených verzí si nakonec francouzské ministerstvo letectví objednalo. Prototyp MB.174-01 se od původního MB.170 lišil dozadu posunutou kabinou, prosklenou přední částí trupu a motory Gnome-Rhône 14N-20/21 o výkonu 754 kW. Tento prototyp poprvé vzlétl 5. ledna 1939. Výsledky zkoušek byly povzbudivé, a tak byla zahájena výroba padesáti sériových průzkumných strojů MB.174-A3, které byly na rozdíl od prototypu vybaveny motory Gnome-Rhône 14N-48/49 o výkonu 849 kW. V září 1939 byl také dodán první letoun MB.176 vybavený americkými motory Pratt & Whitney R-1830 Twin Wasp.
Letoun byl vybaven pevnou dvojicí kulometů ráže 7,5 mm v křídle letounu, dále dvojitým kulometem stejné ráže vzadu v kabině střílející dozadu nahoru a trojicí kulometů střílejících dozadu dolů.
Souběžně s typem MB.174 byl vyvíjen i bombardovací MB.175. Tato verze měla prodloužený a rozšířený trup, aby mohl pojmout větší náklad bomb. Letoun mohl nést až 600 kg bomb v pumovnici a na vnějších závěsech. První letoun vzlétl 3. prosince 1939 a první sériový MB.175-B3 byl francouzskému letectvu dodán v dubnu 1940. Tyto letouny sloužily u průzkumných jednotek jako běžné letouny MB.174.
Konečnou verzí byl torpédový bombardér MB.175T, který byl objednán v roce 1945 a vyráběn až do roku 1950 pro francouzské námořní letectvo. Poslední MB.175 byl od školních jednotek vyřazen v roce 1960.

## Operační historie
Bloch MB.174 vstoupil do aktivní služby v březnu 1940. Letouny byly přiděleny k jednotkám strategického průzkumu (GR II/33), kde nahradily letouny Potez 637, které se ukázaly během „podivné války“ příliš zranitelné. Na jeho první operační úkol s ním vzlétnul 29. března 1940 známý pilot a spisovatel kapitán Antoine de Saint-Exupéry. Bloch MB.174 se projevil jako výjimečně efektivní letoun. Kvůli své rychlosti a obratnosti i ve velkých výškách dokázal uniknout většině moderních stíhaček Luftwaffe. Francouzské letectvo je používalo téměř výhradně k průzkumu. Během bitvy o Francii bylo zničeno 24 strojů, ale z toho jen 4 v důsledku bojových akcí. Zbylé byly zničeny záměrně při ústupu nebo havarovaly. Avšak, tak jako v případě většiny dalších moderních letadel ve výzbroji francouzského letectva, letoun přišel do výzbroje pozdě a v zanedbatelných počtech. V době uzavření příměří byla většina letounů MB.174 a MB.175 evakuována do severní Afriky. Několik jich získali Němci a byly používány pro výcvik pilotů. Během služby u letectva Vichistické Francie byly letouny MB.174 často používány k letům nad Gibraltarem, kde sledovaly britskou flotu.
V březnu 1941 němečtí inženýři odebrali z některých letounů MB.175 motory (a také z jiných francouzských letadel), které použili pro pohon obřích nákladních letounů Messerschmitt Me 323.
Po operaci Torch působilo několik letounů na straně Spojenců. Zbývající exempláře se na straně Spojenců zúčastnily akcí během bitvy o Tunisko. Poté byly nahrazeny průzkumnými variantami letounů P-38 Lightning. Zbylé letouny byly používány k dopravním účelům a k vlekání cvičných cílů.

## Varianty

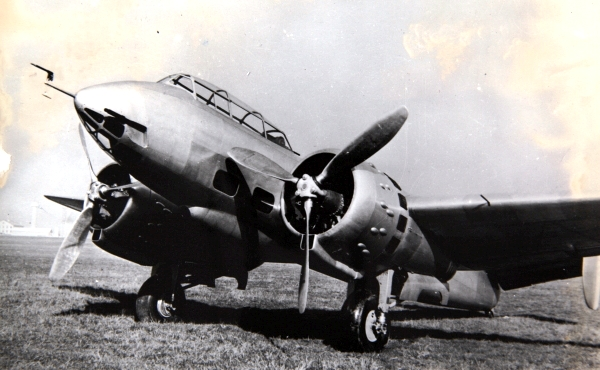
Bloch MB.170

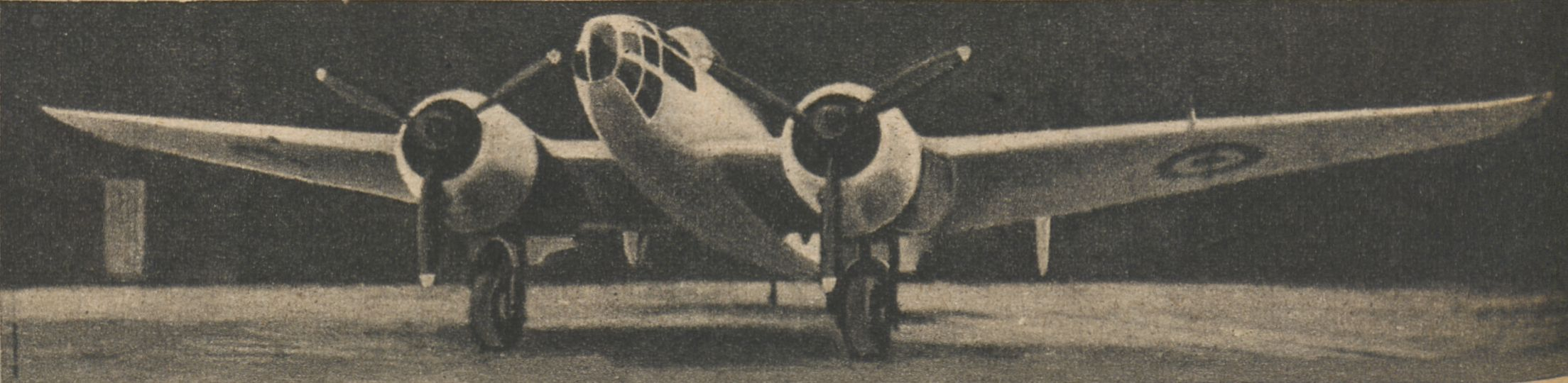
Bloch MB.175

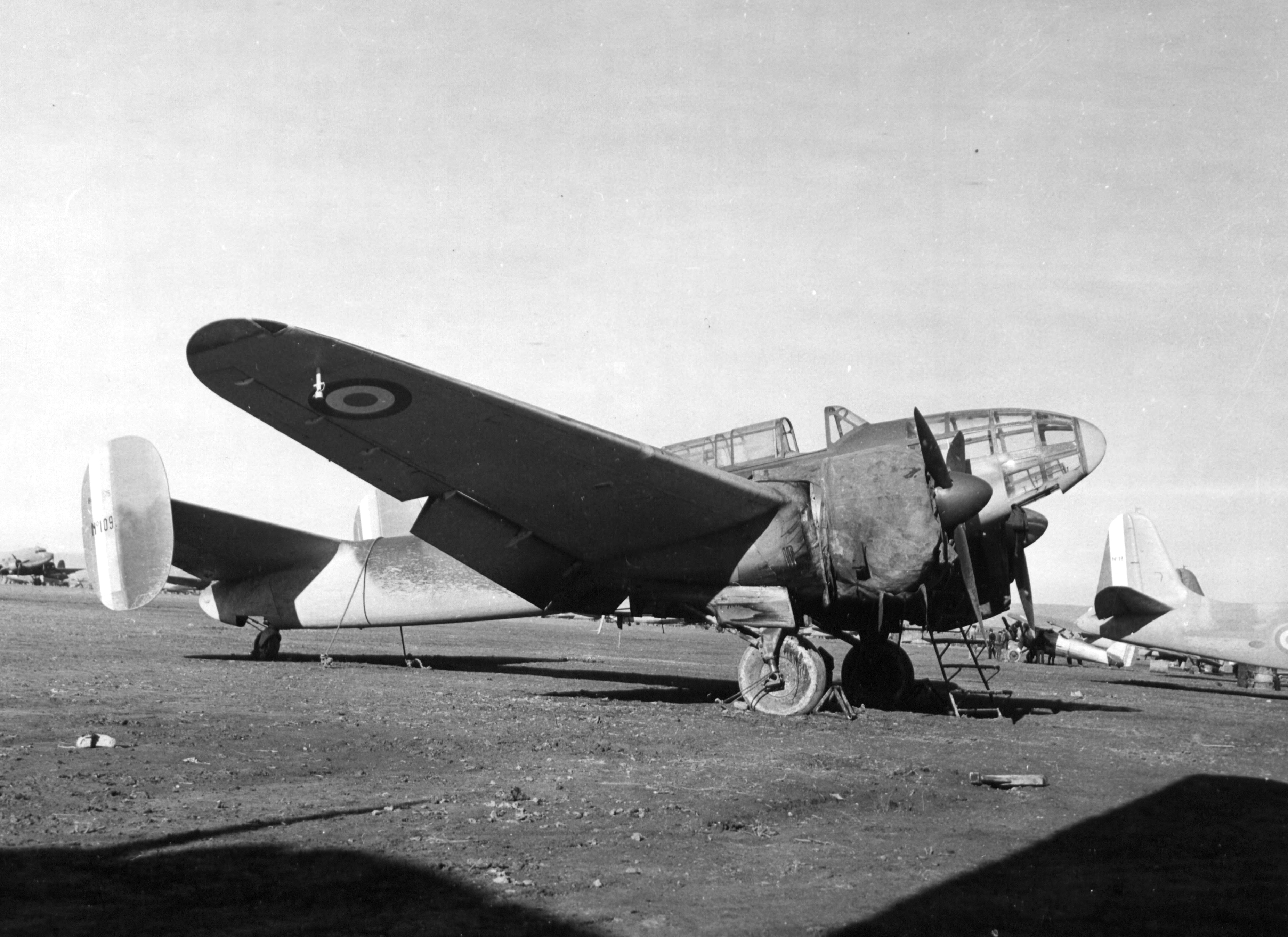
Bloch MB.175, 1943

MB.170-01
První prototyp vybavený jako průzkumné letadlo, poháněný motory Gnome-Rhône 14N-06/07. Postaven 1 letoun.
MB.170-02
Druhý prototyp vybavený jako lehký bombardér, poháněný motory Gnome-Rhône 14N-06/07. Postaven 1 letoun.
MB.174-01
Prototyp letounu MB.174 poháněný motory Gnome-Rhône 14N-20/21. Postaven 1 letoun.
MB.174-A3
Sériová verze průzkumného letounu poháněná motory Gnome-Rhône 14N-48/49. Postaveno 56 letounů.
MB.175-01
Prototyp lehkého bombardéru MB.175 poháněného motory Gnome-Rhône 14N-48/49. Postaven 1 letoun.
MB.175-B3
Druhá sériová verze. Postaveno 23 strojů pro francouzské letectvo. Dalších 56 neozbrojených letounů postaveno pro Luftwaffe k výcviku posádek. Letouny poháněly motory Gnome-Rhône 14N-48/49. Celkem postaveno 79 letounů.
MB.175T
Poválečná verze torpédového bombardéru pro námořní letectvo. Postaveno 80 letounů.
MB.176-01
Prototyp letounu MB.176 poháněný motory Pratt & Whitney R-1830 Twin Wasp. Postaven 1 letoun.
MB.176-B3
Sériová verze letounu s motory Pratt & Whitney R-1830 Twin Wasp. Postaveno 5 letounů.
MB.177
Prototyp poháněný dvojicí řadových motorů Hispano-Suiza 12Y-31. Postaven 1 letoun.
MB.178
Další vývoj letounu. Konstrukce byla přerušena příchodem německé armády. Vyroben 1 prototyp.

## Specifikace (MB.174-A3)
Technické údaje pocházejí z publikace „Letadla 1939–45: Stíhací a bombardovací letadla Francie a Polska“.

### Technické údaje

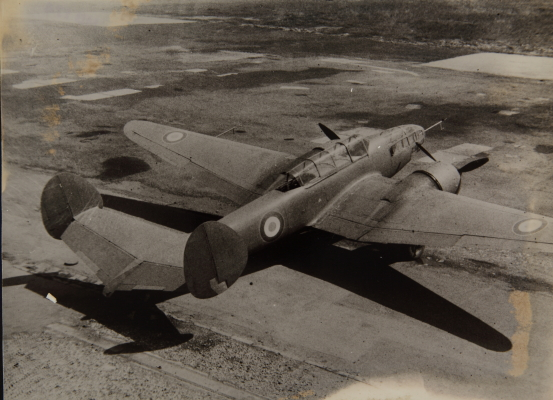
Bloch MB.174

- Posádka: 3 (pilot, pozorovatel a radiooperátor/střelec)
- Rozpětí: 17,92 m
- Délka: 12,09 m
- Výška: 3,56 m
- Nosná plocha: 41,13 m²
- Prázdná hmotnost: 5 600 kg
- Vzletová hmotnost: 7 160 kg
- Pohonná jednotka: 2× hvězdicový motor Gnome-Rhône 14N-48/49
- Výkon pohonné jednotky: 1 155 k (849 kW) při vzletu

### Výkony
- Cestovní rychlost: 393 km/h ve výšce ? m
- Maximální rychlost: 539 km/h ve výšce 5 200 m
- Dolet: 1 650 km (při průzkumu), 1 280 km (se 400 kg bomb)
- Dostup: 11 000 m (36 090 stop)
- Výstup do 8 000 m: 11 minut

### Výzbroj
- 2× pevný kulomet MAC 1934 ráže 7,5 mm v křídle se zásobou 500 nábojů na zbraň
- 2× kulomet MAC 1934 ráže 7,5 mm v hřbetní pozici se zásobou 8×100 nábojů
- 3× kulomet MAC 1934 ráže 7,5 mm střílející dozadu dolů se zásobou 500 nábojů
- 500 kg bomb v pumovnici a na vnějších závěsech

## Uživatelé
Francie
- Francouzské letectvo
- Francouzské námořnictvo

 Třetí říše
- Luftwaffe

#### Podobná letadla
- Bristol Blenheim
- Dornier Do 17
- Tupolev SB-2